# St. Nicolai (Brotterode)

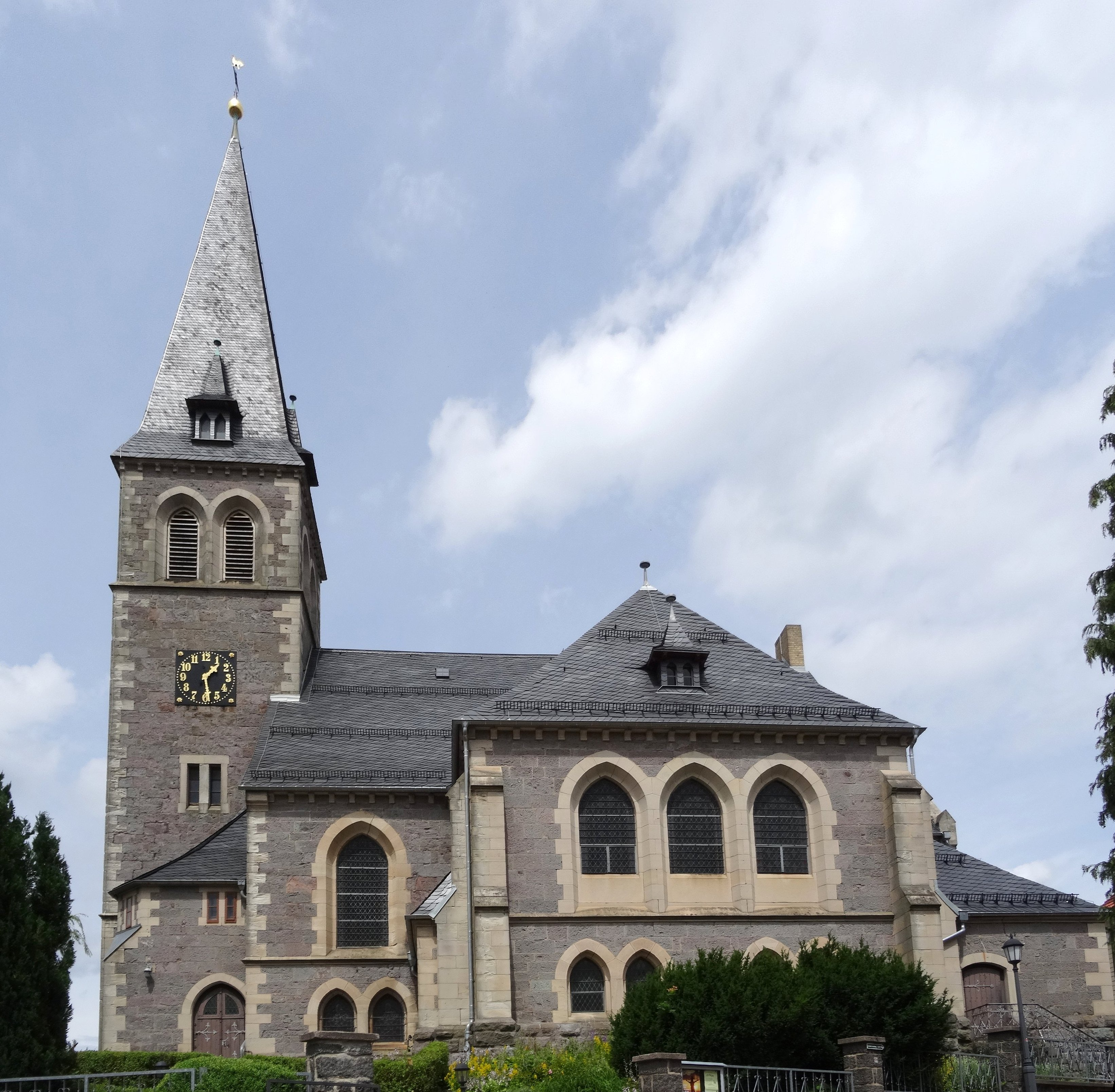
Die St.-Nicolai-Kirche

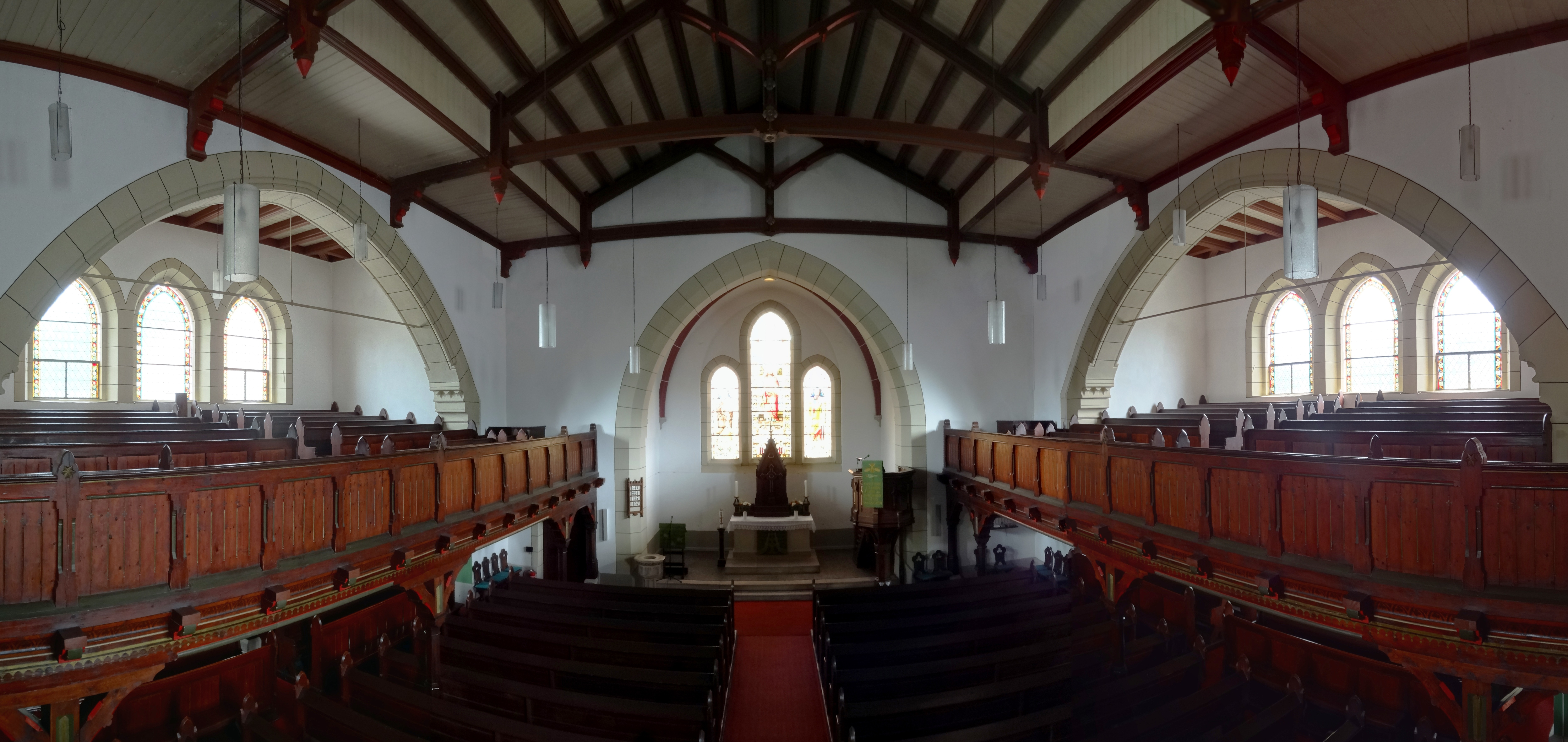
Innenraum-Panorama

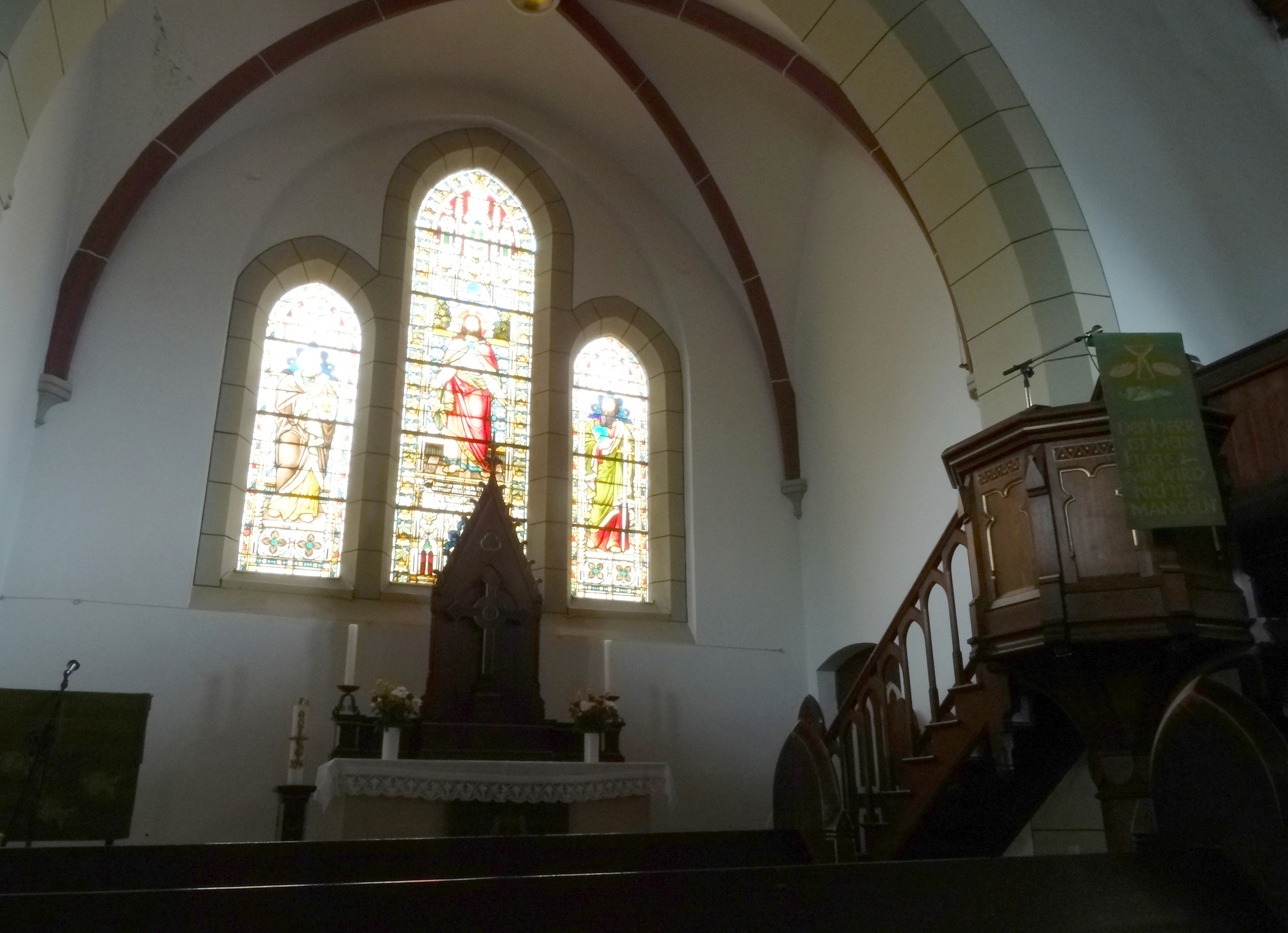
Die Altarfenster

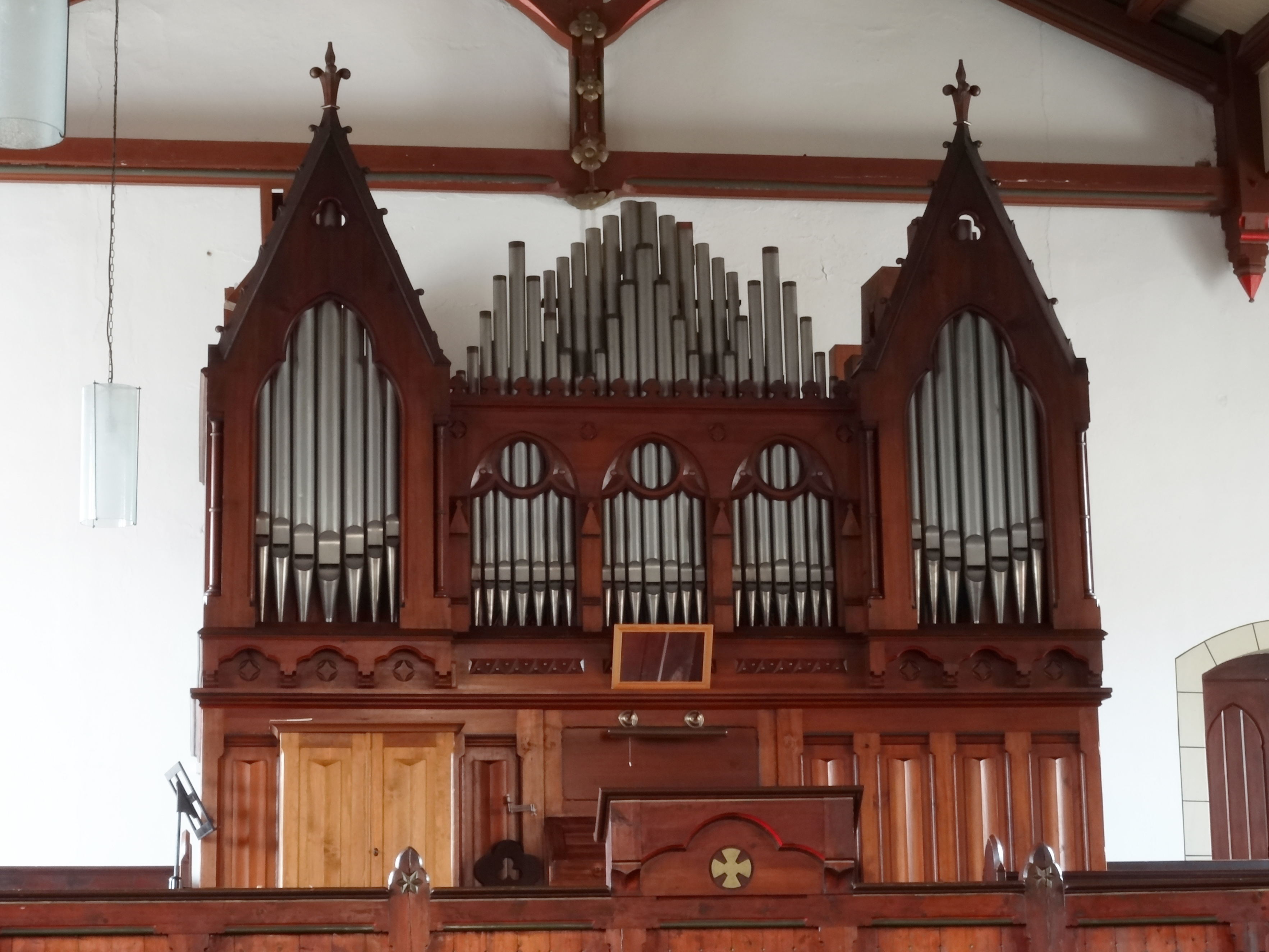
Die Orgel von Wilhelm Rühlmann

Die evangelische Kirche St. Nicolai steht im Stadtteil Brotterode der Stadt Brotterode-Trusetal im Landkreis Schmalkalden-Meiningen in Thüringen.

## Geschichte
1364 wurde eine dem heiligen Nikolaus geweihte Kirche urkundlich erstmals genannt. Sie brannte 1428 ab. 1523 entstand auf gleicher Stelle ein steinerner Neubau, der 1778 bis 1779 einer größeren Barockkirche Platz machen musste. Mit doppelten Emporen bot sie Sitzmöglichkeiten für 1200 Personen.
Am 10. Juli 1895 brannte fast ganz Brotterode und auch die Kirche ab. Bereits am 30. September 1898 wurde der Neubau der Kirche im neugotischen Stil mit dem 1. Spatenstich begonnen. Am 10. Juli 1900 wurde das Gotteshaus eingeweiht. 136.000 Goldmark wurden ausgegeben. Die aus Sandsteinen errichtete Kirche bietet 900 Plätze an. Die Inneneinrichtung ist aus Fichtenholz und die Fenster sind bleiverglast: In der Mitte der einladende Christus im roten Gewand der Liebe. Links davon Petrus in blau-violettem Gewand (steht für Glaube), und rechts Paulus im grünen Gewand (steht für Hoffnung).
Drei Bronzeglocken aus der Glockengießerei in Apolda hängen im Kirchturm. Die Orgel wurde 1901 von der Orgelbaufirma Rühlmann aus Zörbig geschaffen und 1999 von Waldkircher Orgelbau Jäger & Brommer restauriert.